# Max Weiß
Max Weiß, né le 15 juin 2004 à Spire en Allemagne, est un footballeur allemand qui évolue au poste de gardien de but au Burnley FC.

## Biographie

### En club
Né à Spire en Allemagne, Max Weiß est formé par le TSG Hoffenheim, puis après un passage d'une saison au SV Sandhausen il rejoint le Karlsruher SC, où il poursuit sa formation à partir de 2019. Il officie notamment comme capitaine avec l'équipe des moins de 19 ans du club et le 28 janvier 2022 il signe son premier contrat professionnel avec le Karlsruher SC, le liant au club jusqu'en juin 2026.
C'est avec ce club qu'il joue son premier match en professionnel, le 15 mai 2022, lors d'une rencontre de championnat contre le FC Heidenheim. Il est titularisé lors de ce match perdu par sn équipe (2-0 score final).
Avec le départ de Patrick Drewes au VfL Bochum à l'été 2024, Weiß devient le gardien titulaire du Karlsruher SC. Il prolonge son contrat avec le club dans la foulée, le 1 juillet 2024, pour un nouveau bail à long terme,.

### En sélection
En septembre 2021, Max Weiß est convoqué à un camp de gardien de but organisé par la Fédération allemande de football.
Max Weiß représente l'équipe d'Allemagne des moins de 19 ans. Il joue un total de trois matchs avec cette sélection, tous en 2022. Le premier le 20 octobre 2022 contre la Suisse, contre qui son équipe s'impose par deux buts à un.